# فرودگاه گریفیز-مریویله
فرودگاه گریفیز-مریویله (به انگلیسی: Griffith-Merrillville Airport) یک فرودگاه همگانی بهره‌برداری هوایی است که یک باند فرود آسفالت دارد و طول باند آن ۱۴۹۴ متر است. این فرودگاه در کشور ایالات متحده آمریکا قرار دارد و در ارتفاع ۱۹۳ متری از سطح دریا واقع شده است.